# Paris la nuit
París por la noche (en francés: Paris la nuit)  es una obra escrita por Valérie Tasso y publicada en 2004. 
Editada con posterioridad a Diario de una ninfómana, pero cuya acción precede cronológicamente a este, es una obra más literaria aunque estrictamente biográfica que plantea modelos de relaciones humanas que trascienden las categorizaciones de preferencias sexuales (lesbianismo, heterosexualidad, bisexualidad...) para hablar de un "continuo de los sexos" en lo que lo importante en las relaciones son las personas y no los condicionantes de género.